# Upper St. James
Upper St. James es una localidad de Trinidad y Tobago, que forma parte de la región de Diego Martín.

## Geografía
La localidad abarca parte de la isla Trinidad y limita al norte con Fort George y Dibe-Belle Vue, al sur con St. James (localidad perteneciente a la ciudad de Puerto España), al este con Dibe-Belle Vue y al oeste con Fort George.

## Demografía
Datos demográficos de la localidad de Upper St. James:
| Gráfica de evolución demográfica de Upper St. James entre 2000 y 2011 |
|                                                                       |